# 招商街道

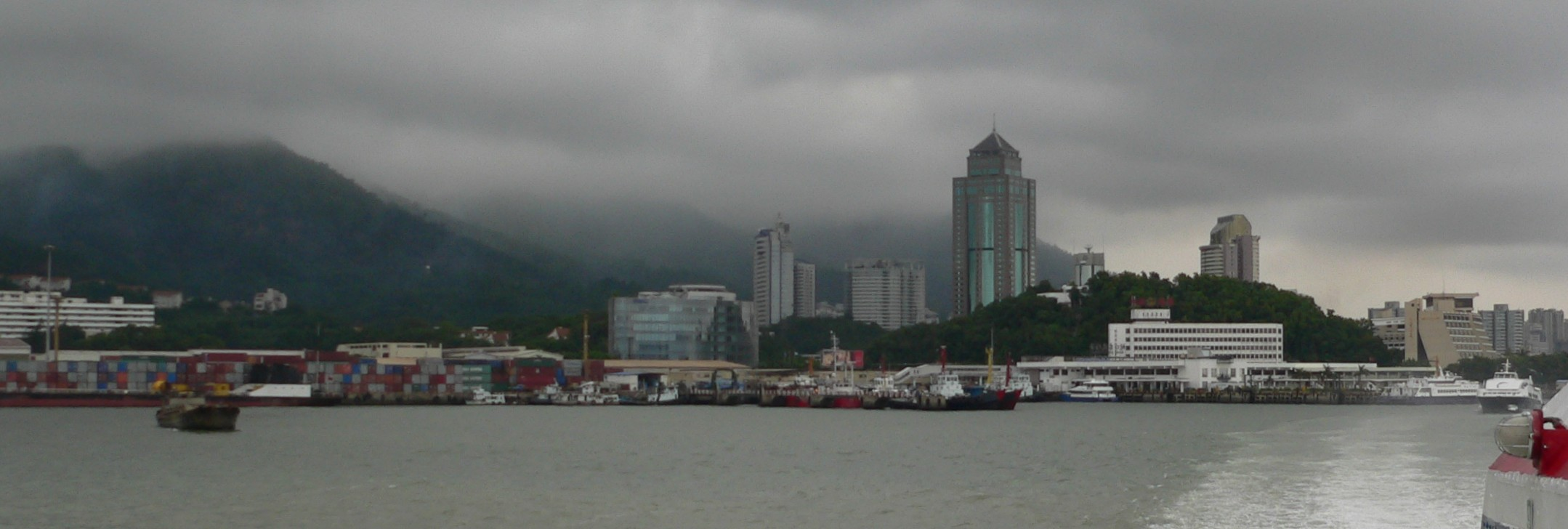
蛇口工業區

招商街道是中华人民共和国广东省深圳市南山区下辖的一个街道，位于南山区的西南部，也即蛇口一部分，名称取自街道主要开发者——招商局。总面积16.89平方公里，人口12.8万人，其中户籍人口7.68万人。
此區早於1979年成立蛇口工業區時已開發，然而街道之正式成立則是1991年2月8日之事，由蛇口街道正式划出而来。

## 地理
辖区东临深圳湾，与香港元朗隔海相望，西临珠江口，南与蛇口街道办事处毗邻，北至东滨路和大小南山。

## 行政区划
现辖11个社区：
水湾社区、五湾社区、赤湾社区、沿山社区、桃花园社区、四海社区、兰园社区、桂园社区、文竹园社区、海月社区和花果山社区。

## 經濟
区内有招商局蛇口工业区、南山开发(集团)股份公司等大企业，以及边检、海关、检验检疫等口岸单位。
- 蛇口工業區
- 深圳湾口岸

## 地標
- 海上世界
- 赤湾天后宫
- 宋少帝陵